# Czistik (wieś)
Czistik (ros. Чистик) – wieś (ros. деревня, trb. dieriewnia) w zachodniej Rosji, centrum administracyjne osiedla wiejskiego Czistikowskoje rejonu rudniańskiego w obwodzie smoleńskim.

## Geografia
Miejscowość położona jest nad Gotynką, przy drodze regionalnej 66N-1616 (R120 – Czistik), 3,5 km od drogi federalnej R120 (Orzeł – Briańsk – Smoleńsk – granica z Białorusią), 5 km od najbliższego przystanku kolejowego (450 km), 7,5 km od centrum administracyjnego rejonu (Rudnia), 58 km od Smoleńska.
W granicach miejscowości znajdują się ulice: Ługowaja, Komsomolskaja, Sadowaja, Szkolnaja.

## Demografia
W 2010 r. miejscowość zamieszkiwało 848 osób.

## Historia
W czasie II wojny światowej od lipca 1941 roku wieś była okupowana przez hitlerowców. Wyzwolenie nastąpiło w październiku 1943 roku.